# 東西新聞社
東西新聞社（とうざいしんぶんしゃ）は、雁屋哲原作、花咲アキラ作画の漫画作品及びそれを原作とするアニメ、テレビドラマ、映画の『美味しんぼ』に登場する架空の新聞社。本項では勤務している人物および関係者についても説明する。

## 概要
日本有数の全国紙。全社を挙げて帝都新聞から新聞発行部数日本一の奪還を目指している。
大原大蔵社主の曾祖父・大原光堂と、下畑秀行、君川誠一郎が創業。株式は代々この三家と社員持株会が所有していたが、紆余曲折を経て現在は大原社主と二都銀行が各30%、社員持ち株会が40%保有している。
本社所在地は、社員の通勤風景で東京メトロ有楽町線に類似した地下鉄の車両（営団7000系電車）や銀座駅・有楽町駅等が描かれていることから、東京都中央区銀座近辺にある模様。
本社屋では文化部や社会部・政治部のオフィスのほか、社主室や編集局長室など幹部の部屋、食堂や資料室や受付などが登場している。新聞社の割にセキュリティが甘く、山岡らの知り合いが直接文化部を訪れたり、記事に抗議する部外者に乱入されたりしている（第5巻「鮮度とスピード」のサンダーボルツや第25巻「スイトン騒動」の大日本大精神大正真会など）。
中央区築地に関連施設「東西新聞築地寮」（アニメでは単なる社員寮に設定）があり、文化部名物食べ物自慢大会などの会合に使われている。
系列のテレビ局として「東西テレビ」がある。

## 関係人物
特に説明がない限り、年齢は初登場時のもの。

### 文化部
ストーリーの多くがこのオフィスで展開される。業務内容は、東西新聞社創立百周年記念事業「究極のメニュー」を中心とした食文化のほか、芸術、ファッションなどのカルチャーの記事や文芸評論の紙面作成など。「究極のメニュー」などの食に関する記事を書くため、給湯室を台所（厨房）としても利用できるように改造している。「文化部名物食べ物自慢大会」を社主や局長、外部の人間（京極、唐山、板山、中松ほか）を招いて頻繁に催すなど、部内のコミュニケーションは円滑なようである。文化部の人員の初登場は、飛沢周一を除く全員が第1巻第1話。
山岡 士郎
声 - 井上和彦
本作の主人公。27歳。文化部記者。普段はグータラだが、抜群の味覚と食の知識を買われて「究極のメニュー」を担当。美食倶楽部を主宰する稀代の美食家、また世界的な陶芸家である海原雄山の一人息子。後に同じ担当者の栗田ゆう子と結婚する。
山岡（栗田） ゆう子
声 - 荘真由美
本作のヒロイン。22歳。文化部記者。味覚の鋭さを買われ、山岡士郎と共に「究極のメニュー」を担当。後に士郎と結婚する。「文化部花の三人組」のひとり。
本名は結婚後に夫の山岡姓に改姓するが、仕事上では夫の士郎と同じ山岡では応対時に支障が生じるので旧姓の栗田を使用している。
谷村 秀夫
声 - 嶋俊介
東西新聞社文化部長→編集局次長→局長待遇→編集局長（局次長時代を含め文化部長兼任）。山岡の良き理解者の一人。連載開始時から文化部長だが、金上の東西新聞乗っ取り未遂騒動の際山岡と共に大原社主のサポートに尽力し、その功績が認められ編集局次長兼文化部長に昇進。後に局長待遇へと昇進を重ね、更に編集局長へと昇進した。昇進後も「究極のメニュー」業務についての責任者として適任であることから、文化部長職を兼任している。
第1話で、山岡が豆腐と水の味を完璧に判断できる能力を示したことに「やはり大したものだ」と感想を述べていることから、山岡と海原雄山との関係を知っていた人物であるようだが、アニメではそのような描写はない。
原作初期は目つきが鋭く老獪な切れ者として描かれていたが、間もなく温厚な良識者としてのキャラクターを確立。社内において山岡に圧力をかけず、業務命令と称した公私混同の無茶振りをしない唯一の上司ではあるが、大原や小泉、さらには他部署の部長や局長と衝突した山岡が「辞めてやる!」と喚くのを宥めたりして気苦労が絶えない。第89巻「結成！お料理バンド」の社主と山岡が揉めるシーンでは、谷村が「ああ、この頑固なふたりにはさまれて、私はもう…」と頭を抱えていた。
仕事に対して有能で、大原社主に対してですら正論をぶつけて筋を通す。冷静沈着かつ温和で器が大きい故、上司や部下の厚い信頼を集めている。第30巻究極対至高「鮭勝負!!」で山岡と栗田の仲違いから負けた際には、山岡と栗田の関係を修復するために厳しい言葉を掛けたこともあった。アニメにおいては感情的になったり、山岡の無礼な態度に声を荒らげたりする場面も少なからず見受けられる。
口ひげがトレードマーク。連載開始当初は喫煙者だった。麻雀の腕はセミプロ級。戦後の貧しい時代に育った。大の映画ファンで、特に平良明監督に心酔し、学生時代は映画館に入り浸っていた。東西新聞社野球部の監督でもあるようだ。
神奈川県鎌倉市に邸宅を構えている。家族は母親と妻・初枝、子供は長男・周一、次男、長女の3人。この作品には珍しく尻に敷かれている様子はあまり見られないが、子育ての時期に苦労を掛けたせいか、妻には頭が上がらないようである(第71巻「鮭とマタニティドレス」)。兄弟は弟が1人いる。
鎌倉の谷村邸の近くに、山岡の幼馴染の平井数夫が経営する飲食店平井がある。谷村が風邪をひいて数日欠勤した際、見舞いに赴いた山岡が偶然数夫と出会った（根気と自然薯）。
出身校である田園調布小学校6年2組の同窓会に現在でも参加しており、小学校当時のあだ名は「とっちゃん」。これは小学校の頃から大人びた顔をしており、当時は大人びた子供の事を「とっちゃんボーイ（一般的には「父ちゃん坊や」）」と呼んでいたため。
富井 富雄（アニメ版では富井 清一）
声 - 加藤治
東西新聞社文化部副部長→部長代理。文化部のムードメーカー。眼鏡を掛け、前頭部が禿げたクセ毛の髪、毛穴の黒ずんだ鼻、ビーバーのような出っ歯の二枚前歯が特徴。水玉模様のネクタイを着用している。上司にゴマをすって部下をいびるのが生き甲斐で、かつ明るく落ち着きの無いおっちょこちょいな性格。窮地に陥ったり感情が高ぶるとすぐに泣いてしまう。当初は嫌味系の「中間管理職」キャラだったが、次第に「部下（主に山岡）に助けられるが懲りないダメ上司」的キャラになっていき、更には、酒乱・舌禍で東西新聞社すら危機に追い込む典型的な「無能上司」に堕ちていった。管理職としての信頼は上司と部下どちらからも高くなく、「究極のメニュー」の製作開始後は主に社主から山岡・ゆう子に対する「呼び出し係」として扱われている。味音痴な面があり、味の判定をする場面で他の者が苦言を呈しても「うまい」と評価することがある。また、何かと逆らう山岡に対して、飛び蹴りしたり頭から噛み付くのがパターン化している。極度に緊張した時に限り煙草も吸うことがある。また、頭の禿げを気にしている。
子供の頃に父親が事業に失敗したため貧しい生活を送り、その後は土木建築の現場で働きながら夜間大学を卒業し、東西新聞社に就職した苦労人。時々その時の苦労話を誇らし気に話したりする。家族に対する情愛は基本的に深く、弟が自殺未遂をした時は真っ青になりすぐ駆けつけ「この大馬鹿者！」と怒りをあらわにした。
当初の設定では戦前に満州国で生まれ、内モンゴル自治区K村に住み、幼少時に日本へ引き揚げたという設定だった。幼少期の戦争の動乱で揺さぶられた歴史を肌で感じており、ソ連の対日参戦の惨劇は自身は直前に一家で引き揚げて体験していないものの、同郷の知人がソ連軍に多数殺害されたため、我が事として熱く語り涙を流している。そういった経験から、中国で太平洋戦争終戦直前を過ごした同胞である中国残留孤児の支援には手厚く、知り合いではなかった人の身元捜しも積極的に行い、山岡と栗田とともに見事に身元捜しに成功する。
部長職（どの部かは不明）や部長待遇の文化部副部長に昇進しかけた事があるが結局ふいになるなど、部長への出世の障害にもなっている酒癖の悪さが原因で、何度も解雇の危機に瀕しては山岡達に助けられている。酔って絡む相手は小泉が多く、大原社主にさえも暴行を働いたこともあり「酒乱」として公認されているが、直属の上司である谷村にはほとんど絡んでいない。また軽口をたたいて禍の元を振りまくことが多く、序盤から不用意に放った言葉が相手の機嫌を損ねて大騒動を起こしたり、はては国際問題に発展させかけたこともある。
以上のような事由から長年ずっと昇進から遠ざかっていたが、谷村部長の編集局長への昇進に併せて文化部副部長から部長代理へと昇進、谷村部長に代わり業務を取り仕切る実質的な部長となる。
食糧難の時代を過ごし貧乏な子供時代を送ったため人より多く食べることに自信があり、山岡から「胃袋魔人」と評されている。そのためか、かき氷やケーキなどを無茶食いして体を壊すなどかなり無鉄砲なところがある。また教育費や家のローンなどを抱えているため、体を壊してでも働こうと無理を重ねて結局周囲に迷惑を掛けていることが多い。
貧乏育ちであるためか、人情に篤い善人でもある。第11巻「香港味勝負!!」ではストリートチルドレン（孤児）を放っておけず、売り物のカニを買い占めて生活の足しにしてあげようとする優しい一面がある。
飛行機が苦手。しかし後に克服したのか、第70巻「スコッチウイスキーの真価」以降は普通に飛行機に乗っている。

妻は自分勝手で我侭な性格だが、恐妻家のため頭が上がらない。その妻にベタ惚れしているため、愛妻家でもあり、家の買い替えなど妻が希望することは無理してでも叶えようとする。妻は家事を全くやらないので、料理など家事全般も富雄がこなす。ヒトシという息子がおり、本人は厳しく育てているらしいが、「学校では【貴公子】と呼ばれている」と言う辺り、親バカなところもある。解雇の危機に瀕した際に「愛する妻と子供たち」と言っているが、ヒトシのほかに子供がいるかどうかは明らかにされていない。

荒川 絹江
声 - 水原リン
東西新聞社文化部記者→文化部副部長。旧姓：田畑（典子と同様終始 旧姓）。苗字はアニメが原作同様「たばた」なのに対し、ドラマでは「たばたけ」となっていた。山岡と栗田ゆう子の先輩。当初はオールドミスという設定で、容姿のみならず性格も地味であった。眼鏡を着用している。栗田ゆう子と花村（三谷）典子とはよく行動をともにし「文化部花の3人組」と呼ばれている。実は格闘技好きで、鈍感でグータラな山岡に対してたびたび手が出る。
団一郎や近城がゆう子に好意を持つことを知ると、本人の意向を完全に無視して勝手に約束を取り付けるなど、かなり強引に、どちらかと彼女を結婚させようとしたが、山岡が、ゆう子が団と一緒の車で出かけたのを目撃して「お泊まり」の旅行に行ったと思って（実際は行き先が一緒なので送ってもらっただけ）魂が抜けたように落ち込んだ時には三谷夫人と共に「私たちも最初は栗田さんの相手にあの男（山岡）を考えていたんだし、急にあの男がかわいそうになってきた」と漏らし、ゆう子が出社して、実際は何もなかったのを知るとホッとしたりガッカリしたり複雑な心境を見せている。山岡とゆう子の結婚後は小姑として結婚生活を見守る。
作中で明言されているわけではないが、じゃがいもが好きと思われるシーンが何度か出てくる。
対外的には強気な性格で、暴力団相手にも物怖じせず行動する。他方、自分のこととなると小心者で、精作の母を食事に誘う際は平常心が保てないとしてゆう子と典子を誘うが、山岡には「心臓に毛の生えたオールドミスにしては弱気なことで」と言われ、昼寝していた山岡の顔に書類を乗せている。
夫は写真家・荒川精作。彼が文化部に働く人の姿を撮りに来ていた時、絹江に一目惚れして、自身の写真展に誘う。山岡の手助けもあって交際がスタート、その後結婚した。その披露宴は究極・至高の「結婚披露宴メニュー」対決の舞台にもなった。
現在のところ子供はおらず、マンションで二人暮らし。叔母の水野ふみは的屋の世話役。スケバンである姪・ひとみ（中学生・高校生なのかは不明）がいるが、彼女自身もかつてはスケバンで、絹江が初代、ひとみは17代目にあたる。叔父は戦争中に栄養失調で亡くなっている。
富井副部長の部長代理への昇進に併せて、後任として文化部副部長に昇進した(第106巻「偉大なる名人・名店　総持院」)。
三谷 典子
声 - 佐久間レイ
東西新聞社文化部記者。旧姓：花村（アニメでは終始 旧姓）。山岡と栗田ゆう子の先輩。美人でいつも元気。ゆう子、絹江と共に文化部花の三人組と呼ばれているが、結婚前は特に彼女だけ「文化部の花」と呼ばれていた。山岡のグータラさ、鈍感さに対しては、絹江以上に辛らつ。絹江と共に団とゆう子の結婚を望んでいたが、山岡とゆう子の結婚後は小姑として結婚生活を見守る。
夫は煎餅屋「三谷屋」主人・三谷直吉。典子が友人と菅平高原へスキーに行った帰り道、乗っていた車が雪にはまり立ち往生し、そこに偶然通りかかった直吉が助けるも、その時お互い一目惚れをしていたにもかかわらず名前を聞かずに別れてしまった。しかし腹の足しにと渡された煎餅だけを頼りに典子は彼を探し始め、山岡の協力もあってついに「三谷屋」を探し当て、直吉と再会。順調に交際し、結婚。後に息子の優一が生まれた。優一は第90巻「大地に立つ」にて、小学校低学年相当の外見になっている。また同じ話に甥の兼田了介が登場している。
飛沢 周一
東西新聞社文化部記者。初登場は第91巻「焼きの深さ」。神奈川支局から異動してきた。社会問題に関心が強く、自らも市民運動に参加している。
「自分の記事で社会を動かしたい」と政治部か社会部への配属を希望し、当初文化部への配属を「下らない」と嫌がっていたが、山岡達の説得で「文化部こそ最も必要な部署」と闘志を燃やすようになった。山岡自身も「究極のメニュー」を担える人材と見ていて厳しく指導。また、取材を通じて海原雄山に心酔、雄山も飛沢の情熱に士郎の若い頃の熱意を見ていて、弟子ともいえる存在になった。中川夫婦とも親子のような付き合いをしており、可愛がられている。ゆう子同様、雄山と士郎の和解を強く願っていて、粘り強く説得を続けた。
「究極のメニュー」の当初の主担当であった山岡の「同じ人間が続けていては個人の考えに偏ってしまう」という提言から、現在は士郎・ゆう子夫妻の後任として「究極のメニュー」を担当している。
政治部の難波とは同期入社。当初はくだらないことで喧嘩をするほど仲が悪かったが、飛沢が山岡の後継者と認められてからはそのプレッシャーに共に立ち向かう良き仲間となった。
初期はいかつい顔だったが、徐々に穏やかな顔つきになっている。
吉東産業の社長令嬢である吉沢すみ子と婚約し、のちに結婚。難波・紺野なか子組と合同披露宴を開いた。

### 会社役員
大原 大蔵
声 - 阪脩
東西新聞社代表取締役社主。一般的な会社の社長に相当するが、この会社ではオーナーを兼ねていることから特に社主と呼んでいる。初登場1巻第1話。72歳。「究極のメニュー」発案者、世界新聞協会会長、大相撲「島高部屋」の後援会役員。常に和服姿。
連載初期は、究極のメニューのためなら自ら全面的に山岡達をサポートし、重厚なイメージで滅多な事でも怒らない人間的にも器の大きな人物として描かれていた（更に映画版では山岡の親代わりで、学生時代から身元引受人だった）。しかし、海原雄山が人格者としてのキャラクターに変貌をとげていくとバッティングを避けてか、第8巻「飲茶」あたりからコミカルな面を多々見せるようになり、後述のようなキャラクターへと変貌していった。
かなりの頑固者で気性が激しく、興奮して自分の机をバンバン叩いたり、激高して倒れることもしばしば。また、食べ物のことになると子供のように我を通す。年の割にかなり腕っぷしが強く、何かと自分に逆らう山岡を腕一本で殴り倒したり締め上げたりしている。
その公私混同ぶりは度を越しており、山岡達に無茶な業務命令をしては度々自主退社寸前に追いやったり支局への転勤を言い渡したり、挙句には山岡に一時解雇を言い渡した事もあった。また独りよがりな考え方を持っていて、炊き込みご飯と混ぜご飯を社員食堂で出すことを禁止したり、女性は家庭を守るべきとして当初託児所の設置を認めなかったり、電磁調理器を嫌う余り（孫娘が電磁調理器で失敗した事が原因）、それを使用していたというだけで富井に「譴責処分相当!」と叱責したりと、横暴ぶりが目立っている。
ただ、社主として東西新聞の社員や役員の信頼は厚く、金上に脅されていて一度は裏切った役員が、大原社主の部下思いの態度を見て元に戻るほどの人望も持つ。
幼少期を京都で過ごし、現在は田園調布に邸宅を構えている。妻と娘、多くの孫が居り、孫にはかなり甘い。親族には東西テレビのプロデューサーを務める甥と、東西新聞社のOBである叔父・精蔵（大原の父の弟）の存在が確認されている。精蔵は高齢ゆえの認知症持ちであり、それを利用した金上の部下に株を騙し取られている（精蔵は子を残さず株を引き継ぐ相手がいなかったため、退職後も所有したままだった）。
古泳法の達人。トカゲが大嫌い。学生時代はヨット部に所属。就寝時は、派手なパジャマ上下に帽子というスタイル（アニメ版）。卵の目玉焼きには七味をかける。うどんといなり寿司は関西風、おでんは関東風を好む。おカユが嫌いだったが、山岡とゆう子のおかげで克服した。
美食倶楽部の元会員。海原雄山に「究極のメニュー」への協力を依頼したり、山岡士郎との和解を求めたが、結局雄山により会員から除名された。以後「究極のメニュー」と帝都新聞社の「至高のメニュー」との対決が始まると、士郎と雄山の対立に比例して関係はさらに悪化、雄山が二木頭取に対し「お嬢さんが東西新聞で働いているのは情けない」と言うほどになってしまう。しかし、その後士郎と雄山の対立が和らいでいくに従って徐々に氷解、美食倶楽部の会員に復帰こそしていないが雄山とは一応和解した形となっている。
帝都新聞社嶺山社長を新聞社共々ライバル視し、子供じみた言い争いをすることがたびたびある。その言い争いは大抵、団社長が止めに入る。遂にはそれにより雄山を怒らせ東西新聞、帝都新聞共に絶縁宣言をされたこともある。
「飲茶」では大学の後輩の星村大作外相に日中友好のための中国の陳副主席接待を依頼されるが、大原自身は美食倶楽部の会員から破門されたので紹介ができなかったが、代わりに山岡を呼び出し業務命令として接待作戦を決行する。
星村外相は山岡の正体を知らず、無礼な態度を取る若造として立腹するが、大原が山岡のことを海原雄山の息子（母方の山岡姓を名乗っている）と説明すると驚きつつも頼んでいる。
星村の得意料理があんこトンカツ（あずきのこしあんを豚肉ではさんで油で揚げた）であるのを知っているので、陳副主席接待が成功後に星村外相がお礼として「手料理をごちそうする」と発言すると、飲んでいたお茶でむせてしまって大慌てで山岡と栗田を引き離し、山岡と栗田にあんこトンカツを説明すると山岡と栗田も気持ち悪いとドン引きするものであった。
小泉 鏡一
声 - 加藤精三
東西新聞社取締役編集局長→専務取締役（編集局担当）。初登場は第4巻「酒の効用」。登場時は53歳だったが、のちに「定年まであと3年」という記述がある。入社以来フランス他欧米に20年近く駐在しており、現在も年に数回渡欧する。初登場時は「究極のメニュー」反対派の先頭に立っていたが、山岡に勧められた「本当に美味しい日本酒」を飲んでからは一転し、賛成派に回る。また大原社主に「私にケンカを売り続けて出世したのはあいつぐらい」と言われるほど自己主張が強かったが、回を重ねる毎に段々と大原の腰巾着的存在となり、富井副部長に「ゴマスリの手本」としてメモされる程大原におべんちゃらを言うようになった。自己主張の強さがストレートに物を言う子供っぽさの形で出ることもあり、不用意な発言がしばしばトラブルの元となる。大原と共に「究極のメニュー」作りについて何かと山岡に圧力を掛けたり、公私混同の業務命令を下す他、私事やそのトラブルに山岡達を強制的に巻き込む。ただし大原とは違い、自分の言動に非があった場合は部下などの目下の人間相手であっても素直に謝罪する度量は持ち合わせている。
帝都新聞社には対抗意識が強く、特に公私とものライバルである秀沢編集局長とは事ある度に子供の様な喧嘩をして周囲を呆れさせている。ただし金上の陰謀で二社が本格的な争いを始めようとした時はお互い協力するなど完全に憎み合っている訳ではない模様。
秀沢とともに情報産業釣友会と情報産業俳句会の幹事役を務めており、釣りや俳句を他の会員と楽しむ。ただ肝心の釣りの腕前は今一つであり、俳句に至っては秀沢ともども壊滅的である。
マンションで妻（声 - 松尾佳子）と息子紀男の3人暮らし。兄弟は弟が二人、妹が一人いる。今のお洒落な格好からは想像出来ない位に戦後すぐの幼少時の家庭は貧しかったらしく、そんな家庭を影で支えてくれた母を時折感傷的に、しかし誇らしく思い出す事がある。
妻共々愛猫家で数匹の猫を飼っている。その為大切に育てては美猫コンテストに出場させたりしている。一方で近城一家が拾った猫を飼ってもらおうとした際「血統書もない駄猫は買うつもりはない」と発言していることから、実際は猫の希少価値のみを重宝している節があり、山岡から俗物呼ばわりされてしまう。フランスで覚えたワイン鑑賞は、自身でカーブ（ワイン保存用の地下室）を持つほど。他にゴルフなど趣味は多岐に渡るが、極度の虚栄心からこちらもトラブルが多い。
出身大学設定は回によってまちまちで、第37巻「猫ふぐ争議」では東東大学だったのに対し、第58巻「串カツ論争」では金角大学と記載されている。
後に編集局長から編集局担当の専務取締役へと昇進した。
神山
東西新聞社販売担当専務。初登場は第86巻「"究極"の味覚の資格」。東西新聞社を支える販売の神様と呼ばれている。週刊タイムの究極VS至高の対決が載っている号を第1回の対決時から集めており、自分も対決の場に参加したいと思っていて山岡もそれを了承しているが、今の所一度も対決の場に呼ばれたことはない。食に対する知識は疎いが食い意地は張っている。大原や小泉同様帝都新聞社に対抗心を持っていて、帝都新聞の二岡専務と意地の張り合いをしたことがある。

### 政治部
松川 政男
声 - 田原アルノ
東西新聞社政治部記者。初登場は第3巻「昼メシの効果」。何度も特ダネをモノにするなどの敏腕記者で、政治部部長に一番近いと言われているが具体的な役職は不明。登場当初は文化部を盲腸と言って馬鹿にしていたが、民自党総裁選の取材に際し山岡が角丸幹事長から得た情報を元に特ダネをものにした。以来山岡達とは親しい仲となり、相談事を持ちかけたり、社の野球部で一緒にプレーしたりしている。社員食堂運営委員でもある。
妻・メリーと子供2人（長男・洋介、長女・さとみ）の家族4人で団地住まい。メリーとは、ワシントンに駐在していた時メリーがアルバイトをしていたフライドチキン店へ彼女目当てで通い詰めたのをきっかけに知り合い結婚した。
長男洋介と長女さとみは、初登場第10巻「フライドチキン」では小学校低学年相当、第86巻「太陽の味」では中学生相当の外見になっているようであり、更に洋介は第96巻「サッカーが上手くなる餃子」でも登場した。
初登場のエピソードは前述のとおりだが、第55巻「ヤガラの心」では栗田の入社前に文化部に所属し、山岡や花村や田畑と面識がある設定になっていて矛盾が起きている。
フライドチキン店に通い続けたとき、あまり良くない市販品を食べ続けた結果フライドチキンが大嫌いになる。犬の肉を香港出張の際に食べて以来好きになるが、子供に「野蛮人」と罵られたことがある。友人思いで、その友人の借金の肩代わりをして旅行を中止したことがあるが家族には思いが通じている。すき焼き等の鍋物になると、とたんに鍋奉行になる。
難波大助
東西新聞社政治部記者。初登場は第90巻「お惣菜の効きめ」。最初は名前が不明だったが、雑誌連載中の欄外登場人物のところに記載していた。関西弁を使う。「能力主義」を自称しており、「年齢・勤続年数・肩書きに関係なく、能力のない者（＝他者）は能力のある者（＝自分）に従うべき」と考える。自己主張が強すぎるが為に敵を作り易く、大阪支社から東京本社へ転勤になった当初、食事に関するイライラから政治部の先輩記者と対立し、小泉編集局長にボツ原稿撤回の直談判を行っている。これ以降、小泉は難波の事を苦手にし敬遠している。
本人曰く「ええとこの息子」で、料理ができない。甘えん坊で年上好き。料理研究家でゆう子の先輩の紺野なか子に一目惚れし、恋仲になる。その後婚約、飛沢・吉沢すみ子組と合同披露宴を行ってなか子と結婚した。
飛沢と同期入社。飛沢と共に結婚資金を貯めようと、関係者に無差別に昼飯をたかる暴挙に出て、飛沢と共に株を落す。将来は政治評論家として独立を目指しており、その後も将来の評論家への道筋をつけるために無理やり名前を売ろうとしたりとその傾向は変わらない。しかし、文化部記者ではないのにしばしば「究極のメニュー」作りに関わっているため、飛沢が山岡の後継者となったことによって感じている重圧を一緒になって支える良き理解者としての側面もある。

### 出版局「東西グラフ」編集部
近城 まり子
声 - 島津冴子
元「東西グラフ」編集部記者。初登場は第21巻「新しい企画」。旧姓：二木で、日本屈指の名家二木家の令嬢。東西新聞社時代に山岡に近づくため「世界味めぐり」の企画を発案し、その後その担当カメラマンであった近城勇と結婚。妊娠を機に東西新聞を退社した。
仁田
声 - 掛川裕彦
「東西グラフ」編集長。初登場は第21巻「新しい企画」。近城まり子の元上司。「世界味めぐり」の企画を成功させるために谷村部長と山岡達に協力を求めた。温厚な性格だが、小泉編集局長と船越出版局長が要求した提灯記事の掲載に対しては、毅然としてはねつける意志の強さがある。第110巻「福島の真実」にて、東西新聞・帝都新聞ほか各マスコミ福島県共同取材陣の一員として久しぶりに登場した。
三沢 るり子
「東西グラフ」編集部記者。初登場は第55巻「アケビの感性」。福島県出身。「世界味めぐり」2代目担当で、近城まり子の後任として抜擢された。採用試験で一番の成績を収めて部署間で取り合いになる程の秀才で、フランスの留学経験もあり、英語・フランス語・中国語に堪能。責任感の強い性格だが味覚と嗅覚の経験が浅いため、まり子と顔合わせのディナーの際に、まり子に味覚と嗅覚を疑われて叱咤される。そのショックで辞職しようとしたが、山岡達の手助けもあってまり子と和解、「世界味めぐり」の後任者として認められた。
第59巻「対決再開!オーストラリア」で中国系のオーストラリア人ロバート・チャンと結婚すると宣言、その後登場しなくなり、「世界味めぐり」担当は中口新介に交代した。
中口 新介
「東西グラフ」編集部記者。初登場は第67巻「真の国際化企画」。「世界味めぐり」の現在の担当であり、入社2年目で抜擢されるほど有能だが、煮干しを知らなかったことで、山岡に「日本全県味巡り」の企画を思い立たせるきっかけとなる。同時期に「世界味めぐり」の担当カメラマンになった滝川竜子とは、後に結婚を約束する仲になったが、将来のことを漠然と憂い、結婚をためらう場面もあった。

### その他の東西新聞社社員
傘森
東西新聞社本社屋の守衛。初登場は第1巻第1話。第53巻「ハンベの味」でようやく苗字が判明。ゆう子は新入社員の時（初登場時）から出勤時に挨拶をしている。
友人の息子の大里良夫は東西新聞の社員食堂で働いていたが、山岡の尽力でフランスへ留学した。傘森は大里の名付け親である。
先妻は既に亡く再婚したが一人息子の成男が反抗してグレてしまい、結局後妻とはすぐに離婚した。その後も成男は借金を所々で作ってしまい苦労したが、今では成男も更生している。
相川
声 - 掛川裕彦→北村弘一
東西新聞社社員食堂の料理長。初登場は第3巻「昼メシの効果」。登場当初名前は表記されておらず、第27巻「父のコロッケ」で初めて苗字が出た。料理人としての強い使命感を持って仕事に励んでおり、得意料理の「じゃがいもコロッケ」を求めて他社から食べに来る人がいるほど。文化部給湯室を本格的厨房に改装するまでは山岡達がよく社員食堂の厨房を借りに来ていた。社食は外部業者への業務委託が一般的だが、東西新聞では総務局に属する直営となっている。
過去に神田でレストラン「あいかわ」を経営していたが、店の成功に有頂天になり酒と女に溺れて女房に逃げられ、店を潰した過去を持つ。その後心を入れ替えて社員食堂の料理長として再起する。そして東西テレビ主催の「社員食堂オリンピック」の活躍をきっかけに、一度は別れた妻（声 - 香椎くに子）とよりを戻し、息子の孝も含め親子3人で再び暮らし始めた。現在このオリンピックで2連覇中。
過去の経験から現在では酒を断っているが、第49巻「お弁当同盟」では松川に社員食堂を否定されたことが原因でショックを受け飲酒をしながら泣いていた。
前原
声 - 飯塚昭三
東西新聞社運動部長。初登場は第4巻「うどんの腰」。他に第96巻「サッカーが上手くなる餃子」など。主要登場人物以外では最も登場スパンが長く、スポーツに関する話にたびたび登場。
時山
声 - 岡部政明
初登場6巻第8話「究極の作法」。外信部部長。パリ支局長を務め、帰国。娘の悦子が同級生のフランス人に箸を使うのは野蛮で貧乏たらしいとからかわれたことで箸への嫌悪感を持ち、ナイフとフォークとスプーンしか使わなくなり、父には娘は日本人の恥と言われ、娘からは野蛮人と言われ板挟みになり困っていた。
川杉 永二
声 - 石森達幸
東西新聞社社会部長。47歳。後にパリ支局長。初登場は第8巻「SALT PEANUTS」。谷村文化部部長と同期入社。ヘビースモーカー。「新聞は天下の公器」が持論。山岡達が人探しや店助けのために社会面に記事を載せるよう掛け合うと、最初は社会的意義が無いと拒否するも、最後は記事を載せる懐の深さがある（初登場回では、「自身が学生の時から知っている常連であり、公私混同を避けようとしていた」ため、と説明があった）。
パリ支局長の辞令を受けた時、シャンパンが嫌いなため退職して辞退しようとするも、山岡達の手助けによりシャンパン嫌いを克服、無事パリへ赴任した。

砺波
東西新聞社シドニー支局長。初登場は第16巻「大海老正月」。社会部からシドニー支局に転勤になった時、中学2年生の娘の友恵は外人と海老カニ嫌いだったため日本に置いていくことになっていたが、山岡達の尽力によりそれを克服、無事親子で赴任した。
第57巻「対決再開!」には夏休みを利用して親子で一時帰国した。また第65巻「オーストラリアの危機」では、山岡達にオーストラリアの詳しい情勢を説明した。
飯倉
声 - 原田一夫
東西新聞社総務部長。初登場は第23巻「ばあちゃんの賭け」。総務部は社員食堂の運営を含めた社内総務の業務を行っていると思われる。
大のイカ嫌いのため社内販売でイカを販売することを部長権限で拒否したが、山岡に取れたての美味しいイカを食べさせられて改心、全社員に強制購入させる運びとなった。第27巻「父のコロッケ」では、系列の東西テレビが放送する「社員食堂オリンピック」に社として全力を挙げて優勝を目指すため、山岡達に東西新聞社社員食堂相川料理長への協力を依頼した。

藤村
東西新聞社複合媒体部社員。初登場は第59巻「マルチメディアと食文化」。松川政男と同期入社で、強情な性格だが神経質で食が細い。肉と魚が嫌いだが、馬肉は食べられた。競馬予想ソフトを作るほどの競馬好き。そのソフトで12レース中7・8レースを当てるほどの馬券師。馬の機嫌を取り入れたソフトを作ったそうだが、その機嫌は、藤村本人の勘だそうである。当初山岡達と食文化やウィンドウズ・マッキントッシュを巡り対立するも和解。
独身。後に大石警部の姉勝代と、競馬予想勝負を通じて恋仲になる。

### 東西テレビ
辻田
東西テレビプロデューサー。初登場は第46巻「究極の新居」。最近の食べ物に関する安易な番組作りを憂い、自分で本物の食べ物番組を作る決心、山岡達に協力を求めた。その後訪れた春野はるが作る料理に感動し、はるを主役に据えた新番組『はるさんの台所』を企画。第1回テーマ「タイ米はおいしい！」でスタートさせた（ただし、以降この番組の続編は描かれていない）。その後第110巻「福島の真実」にて、東西新聞・帝都新聞ほか各マスコミ福島県共同取材陣の一員として久しぶりに登場した。
倉井
東西テレビ番組編成局長。初登場は第46巻「究極の新居」。本物の食べ物番組を作るという辻田プロデューサーに賛同し、新番組『はるさんの台所』を立ち上げた。第49巻「タイ米の味」では、タイ米輸入に反対する農民グループの抗議に対して、責任者として対応に当たった。

### 東西新聞社員の関係者
荒川 精作
声 - 宮部昭夫
写真家。文化部副部長荒川絹江の夫。初登場は第7巻「手先の美」。岩手県出身。母親思いの真面目で純情な性格。
東西新聞社に働く人の姿を撮りに来て絹江に一目ぼれし、写真を送るなど情熱的にアタックしたが、なかなか結婚を申し込めずにいた。だが、プロボクサーの沢矢が試合に勝ったら結婚を申し込むと決意。山岡の手助けもあり沢矢は見事KO勝ちを収め、交際がスタート、その後結婚した。現在のところ子供はいない。山岡夫妻、三谷夫妻らとは、一緒に集まって出かけたりするなど、公私共に親しい付き合いをしている。
写真家としての評価は高く、写真撮影を通じて噺家の快楽亭八笑など各界の人達と懇意にしているほか、食いしん坊でよく料理人も写真に収めている。師匠は写真界の大御所の木曽友二であり、早くに父を亡くしたため木曽を父のように敬愛している。
三谷 直吉
声 - 鈴置洋孝
浅草の老舗煎餅屋「三谷屋」の若旦那。文化部記者三谷典子の夫。初登場は第3巻「醤油の神秘」。
典子とは、雪にはまり立ち往生していた典子の車を直吉が助けたことが縁で交際を始め、結婚した。現在は一児（優一）の父。堅実な性格で、過去に高越屋デパート等の出店依頼もあったが品質維持のために断り、現在も昔ながらの醤油味の煎餅を作り続けている。学生時代にジャズ喫茶に通うなど、山岡と気の合う一面も見せる。山岡夫妻、荒川夫妻らとは、一緒に集まって出かけたりするなど、公私共に親しい付き合いをしている。
富井 ヒトシ
声 - 高乃麗
富井文化部部長代理の息子。初登場は第10巻「牛乳嫌い」。普段は坊っちゃん刈りにスーツ姿という、いかにも「おぼっちゃま」な格好をしており、言動も理屈っぽく大人びた所もある。クラス内でのいじめを無くそうとするなど正義感は強いが、頼まれ事などで立場が強くなると途端に態度が大きくなる性格。
牛乳とナスが苦手だったが（父親の言から、他にもある様子）、山岡の尽力で克服した。味覚の才能は同世代に比べ優れているようである。初登場時はランドセルを背負った一見小学校低学年で、２度目の登場時（第23巻「もやしっ子」）は新都第三小学校５年生。第96巻「サッカーが上手くなる餃子」では、中学生相当の外見になっているようである。
富井の妻
名前不詳。富井と山岡達の会話の中にたびたび登場し（会話上の初登場は第10巻「牛乳嫌い」）、本人は第83巻「禁酒の差し入れ」で一度だけ登場したが、顔のパーツは見えず横顔しか描かれなかった。
家事をほとんど富井にやってもらったり、ダンスやテニスやフラメンコ、黒酢健康食品販売、脂肪吸引を行いたがるなど、ある意味勝手気ままな主婦生活を送っている。また妻の命令は絶対のため、禁酒を申し渡されたりケーキの全品制覇を命じられても、また家の買い替えを望む妻の要求に富井は逆らえない（なお、富井の妻自身はケーキの全品制覇を達成したことがある）。はたから見て滑稽ではあるが、妻を愛しているためそれが当然と彼は思いこんでいる。
結婚当初はあまり裕福ではなく、一つのおかずを二人で分けて食べていた時があったらしい。
富井 修
声 - 青森伸
富井の弟で、建設会社「富井土建興業」代表取締役。初登場は第17巻「代用ガム」。顔・髪型ともに兄とよく似ていて、山岡達もそれを見て吹き出した程である。父親への誤解や、自分が（兄の既に在学していた大学の卒業を優先するため、経済的な事情から）学者・研究者志望だったにもかかわらず大学に行けなかったことで兄と長い間不仲だったが、小麦粉の代用ガムを使った山岡の助けによって和解した。のちに不況の影響で会社の経営が悪化したことから自殺未遂を起こし廃業を決心するも、土壇場で大型工事の受注に成功し再建への道筋をつかんだ。家族は妻と娘がいる。
真山 信子
声 - 高島雅羅
元東西新聞社文化部記者。旧姓：林。初登場4巻「食卓の広がり」。栗田ゆう子が入社する前年、大星不動産の社長である真山浩一（声 - 塩沢兼人）と結婚し退社していた。東西新聞社への在籍当時、山岡に好意を寄せていたが全く気付かれず、原稿依頼を通じて見初められた浩一と結婚したという。
極端な偏食家の浩一は信子の作った料理を食べないため、彼女は山岡達にそのことを相談。山岡は信子に作らせたカツ丼を浩一に食べさせて、妻の愛情のこもった料理がいかにおいしいかを気づかせ、そのおかげで良好な夫婦関係を構築することができた。第12巻「非常食」で夫婦ともども再登場し、山岡達をスキーと別荘に招待した。その際には浩一はすっかり偏食が治っていた。
松川 メリー
政治部記者松川政男の妻。初登場は第10巻「フライドチキン」。アメリカ出身で、松川がワシントン支局に勤務していたとき交際がスタートし、後に結婚して来日。洋介とさとみの2人の子供に恵まれる。
松川と喧嘩すると、すぐに子供2人を連れてアメリカに帰国すると言う。また、団地の婦人達とも仲がとてもよく、団地内の露店大会で松川に「優勝できないと子供を連れてアメリカに帰国する」と嘘泣きして、松川を通じて山岡に知恵を借りたりと、ある意味「亭主を尻に敷いている」女性。
大原社主の妻
声 - 山口奈々→中村紀子子
名前は不詳。初登場は第12巻「暑中の味」。時に温かく時に厳しくしっかりと大原を支える。常に和服姿。山岡に対して素直に謝れない大原を叱りつけたことがある。社員達とはいつも親しくしていて、特に山岡夫妻のことは常に気に掛けている。信心深く、観音様に100組の結婚の媒酌人をする願を掛けていたが、士郎・ゆう子、近城勇・まり子両組の仲人になった時点で100組に達した。
小泉 紀男
声 - 中村大樹
小泉専務取締役の息子。初登場の第21巻「及第ガユ」時点では中学3年生。父親への反発心から、酒を飲んで補導されるなどグレかかった。しかし山岡に指導された父親の小泉が作った粥のおかげにより更生。第58巻「串カツ論争」で、父の出身校である金角大学には落ちたものの、銀成大学に合格したという話が出ている。
第93巻「“男子”と“餃子”の味付けは?」で再登場し、ゼミの研究で山岡の力を借りた。
相川 孝
声 - 山口勝平
社員食堂相川料理長の息子。初登場は第27巻「父のコロッケ」。酒と女に溺れて女房に逃げられて店を潰した過去を持つ父親を恨まず、母親によりを戻すよう働きかけて復縁させた親孝行な息子である。
料理人として働く父の背中を見て、高校卒業後に料理人の道を目指している。
滝川 竜子
カメラマン。初登場は第67巻「真の国際化企画」。近城勇の後任として「世界味めぐり」担当カメラマンとなり、「日本全県味巡り」などの取材で山岡達に同行する。同時期に「世界味めぐり」の担当になった中口新介と滝川が煮干しを知らなかったことで、山岡に日本全県味巡りの企画を思い立たせるきっかけを与える。後に中口とは結婚を約束する仲になった。
高瀬 さとみ
大原社主の妻の弟の一人娘で、社主の義理の姪。初登場は第74巻「恍惚のワイン」。学生なのか社会人なのかは不明。ワインの魅力に取りつかれ、ソムリエを目指す。
父親は高瀬医院という病院を経営しており、彼女は一人娘であるため、婿を取って病院を継ぐことが期待されている。そのため、ソムリエになることを両親と社主に反対されるも、山岡達のワインと和食の相性実験を通じてワイン評論家・上杉俊充の弟子となり、当初の希望通りソムリエの道を歩む。
同時に、最初の産休に入ったゆう子の代わりに「究極のメニュー」作成の臨時手伝いを務めた。後に、さとみに一目惚れした田所誠司が創刊したワイン雑誌の発行を手伝い、田所と恋仲になる。
紺野 なか子
料理研究家。政治部難波大助の妻。初登場は第90巻「お惣菜の効きめ」。ゆう子の高校の先輩。山岡邸で難波に料理の仕方を教えていた時に、難波が紺野に一目惚れして恋仲になる。飛沢周一・吉沢すみ子組と合同で披露宴を行い、難波と結婚した。
吉沢 すみ子
宝飾デザイナー。文化部飛沢周一の妻。初登場は第91巻「桜エビ大作戦」。吉東産業の社長・吉沢明雄の娘。父が美食倶楽部の会員であることをきっかけに飛沢と出会い、その猛烈なアタックと誠実さにほだされて婚約する。難波大助・紺野なか子組と合同で披露宴を行い、飛沢と結婚した。